# Dar al-Kuti
Dar al Kuti (en algunes fonts Dar al-Kuri) fou un estat musulmà al centre i nord-nord-oest de la moderna república Centreafricana que va durar aproximadament des de 1830 fins al 17 de desembre de 1912. A principis de 1800 el nom de Dar al-Kuti va ser donat a un tram de la frontera islàmica sud-oest de Wadai (un potent sultanat l'est del llac Txad i l'oest de Darfur, que va perdre la seva independència en 1909, quan les tropes franceses van prendre Abéché).

## Història

### Antecedents
A l'oest de Wadai hi havia un sultanat anomenat Baguirmi (1522-1897). Els sultans de Baguirmi van ser anomenats Mbang, "el sol". Derrotat per Rabah el 1893, el Mbang de Baguirmi, Gaourang, va sol·licitar i va obtenir el protectorat francès el 1897). Tant Wadai com Baguirmi van enviar expedicions per capturar esclaus a les terres dels sara, un poble de llengua nilosahariana al sud del Txad, i aquests caçadors d'esclaus, finalment, van arribar a la zona fronterera del nord de l'actual república Centreafricana a principis del segle xix. En aquesta època era mbang de Baguirmi Bourgomanda, i tenia dos fills: Abd el-Kader i Djougoultoum. Quan ja vell Abd el-Kader, es va convertir en sultà en 1826, va intentar allunyar al seu germà i potencial rival, i Djougoultoum al sentir-se amenaçat, va fugir a Wadai.
El Kalak (sultà) de Wadai, va enviar Djougoultoum a la terra de la gent Rounga (Dar Runga), que era una regió de frontera militar entre els rius Azoum i Aouk. Djougoultoum es va casar amb Fatme, filla de Boker, el sultà de Dar Runga, i el 1830 es va establir en una zona encara més meridional fronterer anomenada Belad al-Kuti com a zona per fer incursions en busca d'esclaus al sud del riu Aouk. Belad al-Kuti, o Dar al-Kuti, va esdevenir una província tributària del sultà del seu veí musulma del nord Dar Runga, que al seu torn era tributari del sultà de Wadai.
La població de Chá, al riu Diangara, un afluent de l'Aouk, va esdevenir la capital d'aquesta nova província. Djougoultoum va ser nomenat per Wadai com a governador de Dar al-Kuti, però probablement va gaudir d'una considerable independència en aquesta zona de la frontera sud. Les dates registrades pel regnat de Djougoultoum (1830-1870) probablement no són exactes, però ell va ser el primer governant de Dar al-Kuti. La província està formada només catorze llogarets (peobablement comptant només els seus pobles grans) i la terra podia ser travessada d'est a oest a peu en dos dies. Per tant, el domini era bastant petit,
Kobur, un respectat comerciant i faqí va esdevenir el governador musulmà de Dar al-Kuti al final de la dècada de 1860 o al principi de 1870. El creixement de la riquesa i el poder de Kobur probablement deriven en gran part de la venda d'ivori, principal producte d'exportació de la província.

### Govern de Kobur a Dar al-Kuti
Grups de genets a cavall de Wadai apareixerien periòdicament a Dar al-Kuti per recollir el tribut i prendre esclaus a les regions de Nduka i Banda, terres adjacents al regne de Kobur. El domini d'aquest com hem vist era petit i, per tant, va anar amb compte de mantenir relacions cordials amb els estats més grans, zones musulmanes més densament poblades del nord, així com amb els seus veïns no musulmans, els Nduka. Dar al-Kuti participava en un grau limitat de comerç d'esclaus, però les incursions més intenses encara no havia començat durant el regnat de Kobur. Dar al-Kuti i el seu governant encara estaven en una situació molt precària.
La major amenaça per al Dar al-Kuti en aquest moment venia de Rabih o Rabah al Zubayr ibn Fadlallah (vers 1842-1900), un cap militar sudanès i traficant d'esclaus que va estar actiu en les regions del nord-est i centre de l'actual república Centreafricana entre 1879 i 1890. Rabah capturava esclaus i els venia; molts d'aquests esclaus eren del poble Banda, que parlava una llengua Adamawa-Ubangi de la família Níger-Congo), i va acabar envaint Dar al-Kuti i Dar Runga.

### Rabah i al-Sanusi
Buscant un 'protegit' local que fos menys religiós i menys en deute amb Wadai que Kobur, Rabah va deposar Kobur en un cop d'Estat el 1890, i va proclamar Muhammad al-Sanusi com a sultà de Dar al-Kuti i Dar Runga amb els títols d'emir (cap o governant) i xeic (ancià de la tribu, senyor, erudit islàmic). Al-Sanusi, nascut a l'entorn de 1850 a Wadai, era membre de la confraria dels Sanusiyya, les lògies de la qual estaven establertes pel desert al llarg de la ruta comercial entre el nord del llac Yxad i Líbia. Al-Sanusi es va traslladar a Chá, la capital de Dar al-Kuti, quan era molt jove, per unir-se al seu oncle Kobur qui, després d'haver estat apartat del poder per Rabah el 1890, va mantenir una posició formal com un dels assessors d'al-Sanusi per a dos anys. Kobur va tenir deu fills, alguns dels quals vivien en la dècada de 1920, i tots ells foren respectats faqís a Dar al-Kuti.
Rabah no va estalviar esforços per consolidar el poder d'al-Sanusi i transformar-lo en un client. Després de l'annexió de Dar Runga el 1890, el senyor de la guerra del Sudan va tractar d'ampliar l'esfera d'influència del seu nou client i eliminar qualsevol desafiament que pogués provenir dels partidaris de Kobur. Durant les pròximes dues dècades, Dar al-Kuti es va convertir en un estat gairebé autònom amb la seva pròpia esfera d'influència que s'estenia per gran part de la moderna república Centreafricana del centre, centre-nord i el nord-est i nord-oest, una àrea prop de la meitat de la mida de França.
No obstant això, la capital Chá va ser atacada i destruïda per un exèrcit de Wadai sota Cherfeddine, l'aguid de Wadai, l'octubre de 1894. Després d'això, al-Sanusi va mantenir-se en moviment durant dos anys fins que va fundar un assentament fortificat a Ndélé. El 28 d'agost de 1897, al-Sanusi va acceptar el protectorat francès sobre Dar al-Kuti amb un tractat de comerç i aliança que van signar el propi Xeic Mohammed el-Senoussi i l'administrador Gentil en nom de França. Tot i que el conveni fou revisat en dues ocasions per tal d'ampliar la influència francesa al país, el 18 de febrer 1903 i de nou el 26 gener 1908, Dar al-Kuti mantingué l'autonomia fins a la mort del propi al-Sanusi el 12 de gener de 1911 a Dar al -Kuti. Deixava almenys dos fills, Kamun i Kangaya, i una filla, Hadia (nascuda vers 1873, casada el 1890 amb Fadl al-Allah, fill gran de Rabah). Kamun va pujar al tron però el seu germà Kangaya amb 60 lleials i 200 guerrers i els caps Bakoungia, Dembao, Paoura, Asraga, Iatogo, i Bara van atacar per sorpresa la factoria de Paoura el 27 de desembre; dos agents de la companyia dels Sultanats de l'Alt Ubandi, de noms Bellard i Mallac, van morir, i la factoria va quedar parcialment destruïda.

### Annexió francesa
Després d'això, els francesos van prendre el control de la major part de Dar al-Kuti. El fill d'Al-Sanusi, Kamoun (Kamun), va fugir a l'est, a Ouanda-Djallé, i allí va resistir als francesos fins al 17 de desembre de 1912, quan el capità Souclier va prendre Ouanda-Djallé i Kamoun va buscar refugi al Sudan.
El nom de Dar al-Kuti es va utilitzar posteriorment per a una divisió administrativa colonial que corresponia a l'antic sultanat (Circonscription de Dar el-Kouti). Va ser utilitzat per última vegada els anys 1937-1946 (Departament del Dar el-Kouti). Des de 1946 la regió ha canviat de nom tres vegades: el Districte Autònom de N'Délé (1946-1961), la Subprefectura Autònoma de N'Délé (1961-1964), i la Prefectura de Bamingui-Bangoran des de 1964.

## Llista de governants
- Djougoultoum 1830-1870
- Muhammad Kobur 1870-1890
- Muhammad al-Sanusi 1890-1911
- Kamoun al-Sanusi 1911-1912